# Eretmapodites conchobius
Eretmapodites conchobius är en tvåvingeart som beskrevs av Edwards 1941. Eretmapodites conchobius ingår i släktet Eretmapodites och familjen stickmyggor. Inga underarter finns listade i Catalogue of Life.